# 群馬テレビ
群馬テレビ株式会社（ぐんまテレビ、英: Gunma Television Co., Ltd.）は、群馬県を放送対象地域としたテレビジョン放送事業を行っている特定地上基幹放送事業者である。略称はGTV。愛称はぐんテレ。

## 概要
本社は、群馬県前橋市にある。コールサインはJOML-DTV。現在のキャッチフレーズは"ポチっと群テレ"。同局のマスコットの名前は「ポチッとくん」（詳しくは後述）。群馬県内が主な視聴エリアの県域放送である。
関東地方初の独立テレビ放送局として開局した。これは、1960年代に民放中波放送（AM放送）局の開局を断念した経緯から、テレビ周波数割当て及び免許申請の一本化に際して県政財界が一丸となって働きかけを行ったことが影響している。資金面では群馬銀行の果たした役割が大きく、会社設立後まもなくの増資（第1回 1億4,100万円・第2回 2億5,900万円）は会社設立から開局まで初代社長を務めた諸田幸一（第8代群馬銀行頭取・第6代全国地方銀行協会会長）の功績によるところが大きい。
歴代社長は主要株主である群馬銀行出身者が務めていたが、後述する2023年の社長解任騒動後は群馬テレビ生え抜きの社長も誕生している。また、群馬県職員OBも常勤役員に就任している。
かつて地元紙の上毛新聞と共に読売新聞の文字ニュースを流したり、開局25周年記念自主制作ドラマに読売ジャイアンツ・長嶋茂雄監督（当時）が参加したりするなど、読売新聞社との関係が深い。高校サッカー中継への参加は、関東など他の独立放送局でも行われている（いた）ことがあり、昭和天皇崩御に際してのNNNネット受けについては、当時の関東圏の独立放送局がNNSへオブザーバー加盟していたことがその理由となっている。
2024年現在、関東の独立局では唯一開局当初からの局名ロゴを使用している（ただし2001年に「ぐんまTV」のロゴを使用していた時期がある）。すべての民放テレビ局において早く放送を終了する局でもあるが、現在は放送終了（クロージング終了後）から翌日の放送開始（オープニング開始前）までの放送休止時間帯（フィラー）に『ミッドナイトウェザー』として終夜で気象情報を放送している。
受信可能エリアは群馬県のほぼ全域および埼玉県、栃木県、茨城県、千葉県、長野県、新潟県の一部地域となっている。

## 事業所
本社・演奏所
- 群馬県前橋市上小出町3丁目38-2

支社
- 高崎支社：群馬県高崎市東町80
- 東京支社：東京都中央区日本橋2丁目3-21
- 東毛支社：群馬県太田市飯田町924-2（2023年11月30日閉鎖）

## 資本構成
企業・団体は当時の名称。出典：

### 2021年3月31日
| 資本金      | 授権資本 | 1株   | 発行済株式総数 | 株主数 |
| ----------- | -------- | ----- | -------------- | ------ |
| 9億6864万円 | 10億円   | 500円 | 1,937,281株    | 87     |

| 株主             | 株式数    | 比率   |
| ---------------- | --------- | ------ |
| 群馬県           | 291,666株 | 15.06% |
| 群馬土地         | 160,510株 | 08.29% |
| 前橋市           | 104,167株 | 05.38% |
| 群馬銀行         | 094,517株 | 04.88% |
| 東武鉄道         | 080,000株 | 04.13% |
| 上毛新聞社       | 077,586株 | 04.00% |
| プリンスホテル   | 060,000株 | 03.10% |
| 読売新聞東京本社 | 056,000株 | 02.89% |
| 東和銀行         | 053,793株 | 02.78% |
| 富士重工業       | 051,724株 | 02.67% |

## 沿革
- 1969年（昭和44年）
  - 9月1日 - 群馬テレビ開設準備室を前橋市内に設置。設置時の局名名称は「テレビぐんま」であった。
  - 9月26日 - 予備免許を取得[6]。
- 1970年（昭和45年）
  - 2月9日 - 群馬テレビ株式会社 創立。
  - 2月16日 - 会社設立。設立時の資本金は6億円（設立資金3億円、授権資本3億円）。
- 1971年（昭和46年）
  - 1月21日 - 日本民間放送連盟に加入。
  - 3月29日 - 本社・演奏所の竣工式、マスター設備、スタジオ設備の火入れ式（電源投入式典）を執り行う。竣工時の主な装備はNEC製一式とマスター設備一式、東芝アンペックス社製ハイバンドVTR（VR-1200T） 二式、日立電子製スタジオ用カラーテレビカメラ二式（CCU二式を含む）、NEC製副調整室一式、日立電子製テレシネ設備四式、テロップ装置二式、オペーク装置二式、沖電気製STL装置一式など。
  - 4月1日 - 榛名山親局（UHF48チャンネル）の送信機テストとSTLのテストを兼ねた試験電波を発射。以降、約2週間サービス放送を開始。
  - 4月16日 - テストパターンを送信した後、独立放送局として開局。開局第1号番組は『開局のご挨拶』。
- 1976年（昭和51年） - 後楽園球場→東京ドームでの読売ジャイアンツ主催試合のトップ&リレー中継を開始する（2008年（平成20年）まで）。
- 1986年（昭和61年）3月31日 - 開局15周年。
- 1987年（昭和62年）12月 - 榛名山送信所（48ch親局）の送信機を全固体式の新装備に更新。
- 1989年（平成元年）6月 - CMバンクシステムを導入。従来システムはUマチックVTRとベータカムVTRの併用であった。
- 1991年（平成3年）
  - 4月 - 開局20周年。
  - 10月 - 副調整室更新。
- 1992年（平成4年）
  - 3月 - 主調整室更新。ベータカム取材・編集システム導入
  - 4月1日 - 音声多重放送を開始[7]。
- 1996年（平成8年）10月 - 第2スタジオ、第2サブ完成。
- 2001年（平成13年）4月 - 開局30周年。期間限定ロゴ「ぐんまTV」を採用。
- 2006年（平成18年）
  - 6月1日 - 地上デジタル放送対応の主調整室（マスター）（NEC製）に更新。
  - 9月1日 - 地上デジタル放送（12セグ）開始。
- 2008年（平成20年）6月23日 - 地上デジタル放送ワンセグ・データ放送開始。
- 2010年（平成22年）10月1日 - スタジオのハイビジョン化。
- 2011年（平成23年）7月24日 - 地上アナログ放送終了。開局40周年。
- 2016年（平成28年）- 経理システムを更新、人事・給与システムを導入、報道支援システムを導入。
- 2021年（令和3年）- 開局50周年。4月16日放送の『ニュースeye8』内で群馬テレビの歴史を振り返った。
- 2022年（令和4年）12月1日 - 主調整室（マスター）設備を更新[8]。同時にマルチ編成においてメインチャンネルとサブチャンネルの同時HD送出が可能になることから、サブチャンネルにおいて新チャンネル「GTVプレミアム」の放送を開始[8][9]。
- 2023年（令和5年）12月22日 - 取締役会において、代表取締役社長の武井和夫に対し「求められる社会的責任、使命、正常な形での報道業務を果たせない状況を改善し、県域放送局としてあるべき姿を回復させるべく熟慮を重ねた」ことを理由に解任動議が出され、賛成多数で解任された（後述）。新社長に専務取締役の中川伸一郎を選任[10]。
- 2024年（令和6年）3月 - サブチャンネル名を「GTVプレミアム」から「GTV-2」に変更。同年3月31日をもって連日行っていたサブチャンネル運用およびエムキャスでのメインチャンネル同時配信を終了。同年4月以降はスポーツ中継（主に夏の高校野球群馬大会関連）等において臨時でのサブチャンネル運用を行っている。
- 2025年（令和7年）4月1日 - 愛称を「ぐんテレ」に統一[11]。

## ネットワーク変遷
- 1971年（昭和46年）
  - 4月16日 - 関東地区初の独立放送局として開局。近畿広域圏・中京広域圏のテレビ局のキー局未ネット分と独自番組を編成の中心に据える。
  - 5月1日 - この日開局した千葉テレビ放送以降、関東圏に独立放送局が開局。徐々に関係を結ぶ。
- 1972年（昭和47年） - NNSにオブザーバー加盟。
- 1982年（昭和57年）3月1日 - 近畿放送（現：KBS京都放送）・サンテレビジョンと関係を結ぶ。現在は上記・左記・テレビ神奈川・テレビ埼玉の番組が独立以外では主であるが開局以来の近畿・中京広域圏のテレビ局のキー局未ネット分放送も続けている。
- 2009年（平成21年）4月6日 - 東京メトロポリタンテレビジョン（TOKYO MX）発のレギュラー番組『5時に夢中!』において、光回線受けによる同時ネットが開始された。
- 2011年（平成23年）6月1日 - とちぎテレビ・テレビ埼玉・千葉テレビ放送・テレビ神奈川と5いっしょ3ちゃんねるを結成する。

## 放送チャンネル

### デジタル放送
親局
- 前橋テレビ放送所（榛名山） - 19ch[JOML-DTV、509.142857MHz、出力112W]
- リモコンキーIDは「3」（東京メトロポリタンテレビジョンを除く関東圏の全独立放送局、サンテレビジョン、びわ湖放送とで共通）。3chはアナログ放送NHK Eテレの親局チャンネルであったが、NHK EテレはリモコンキーIDが全国共通の2ch（NHK総合テレビジョンは一部地域を除き全国共通の1ch）へ統一されたため空いた3chが割り当てられた。

中継局
“ch番号+V”は垂直偏波
| 中継局   | ch  |  | 中継局     | ch  |  | 中継局   | ch  |  | 中継局   | ch |
| 沼田     | 19  |  | 下仁田     | 19V |  | 利根     | 29V |  | 片品     | 44 |
| 桐生     | 19  |  | 嬬恋田代   | 31  |  | 嬬恋干俣 | 31  |  | 太田金山 | 19 |
| 吾妻     | 18  |  | 草津       | 30V |  | 倉渕     | 44  |  | 太田     | 34 |
| 沼田沼須 | 16  |  | 沼田発知   | 16  |  | 川場     | 51  |  | 藤岡鬼石 | 19 |
| 桐生梅田 | 27V |  | 白沢       | 16  |  | 利根大原 | 27  |  | 妙義     | 20 |
| 横川     | 31  |  | 片品東小川 | 29  |  |          |     |  |          |    |

### アナログ放送
以下、廃止日時点
親局
- 前橋テレビ放送所（榛名山） - 48ch[JOML-TV、映像681.26MHz 1kW、音声685.76MHz 250W]
- 親局周波数は、国内で奈良テレビ放送（55ch）、NHK奈良総合テレビ（51ch）に次いで3番目に高い。アナログ時代は5chに設定される世帯が多かった。2005年11月1日より地上デジタル放送の試験電波が発射された。

中継局
“ch番号+V”は垂直偏波
| 中継局       | ch  |  | 中継局   | ch  |  | 中継局     | ch  |  | 中継局   | ch  |
| 沼田         | 47  |  | 下仁田   | 47V |  | 利根       | 47V |  | 片品     | 46  |
| 万場         | 47  |  | 吾妻     | 38  |  | 桐生       | 41  |  | 桐生梅田 | 47V |
| 草津         | 41V |  | 嬬恋     | 47  |  | 嬬恋田代   | 48  |  | 沼田沼須 | 41  |
| 白沢         | 15  |  | 川場     | 31  |  | 倉渕       | 41  |  | 横川     | 41  |
| 妙義         | 34  |  | 沼田発知 | 34  |  | 嬬恋干俣   | 47V |  | 三波川   | 32  |
| 川浦         | 34V |  | 昭和永井 | 33V |  | 片品東小川 | 45  |  | 安中遠丸 | 48V |
| 松井田上増田 | 31  |  | 子持伊熊 | 31  |  | 子持小川原 | 30  |  | 利根大原 | 30V |
| 渋川金井     | 47V |  | 行幸田   | 47V |  | 吾妻萩生   | 25V |  | 上野     | 45  |
| 神流中里     | 62  |  | 上野乙父 | 62  |  | 上野楢原   | 47  |  | 高山     | 31  |
| 太田         | 31  |  | 太田金山 | 41  |  | 桐生川内   | 27  |  | 大間々   | 31V |
| 黒保根       | 31  |  |          |     |  |            |     |  |          |     |

## 地上デジタル放送
- 2005年（平成17年）11月1日より、NHK放送センターと在京キー局、放送大学学園の前橋中継局と同時に試験電波を発射、2006年（平成18年）7月よりアナログ放送とのサイマル放送を開始した[注釈 3]。
- 主調整室（マスター）のみが地上デジタル対応設備（ハイビジョン対応）に更新され、2006年（平成18年）9月1日をもって本格的に地上デジタルテレビジョン放送を開始した。
- ワンセグ放送とデータ放送は、2008年（平成20年）6月23日より同時に開始された。
- 2010年（平成22年）10月1日より、スタジオがハイビジョン化された。
- 2022年（令和4年）12月1日の主調整室（マスター）設備の更新に伴い、マルチ編成においてメインチャンネルとサブチャンネルの同時HD配信が可能になることから、サブチャンネルにおいて新チャンネル「GTVプレミアム」の放送を開始した[8][9]。

## 区域外再放送
CATVに対する区域外再送信同意の方針の一つとして、ケーブル加入者宅でアンテナ（高性能のものも含む）で受信できる場合かつCATVのエリア内に設置した受信点で受信できる場合に同意しているとされている。
太字の局はパススルー再放送をしている。
- 東京都
  - 瑞穂ケーブルテレビ
- 埼玉県
  - 本庄ケーブルテレビ
  - J:COM 熊谷・深谷
  - 行田ケーブルテレビ
  - ケーブルテレビ久喜
  - 東松山ケーブルテレビ
  - ゆずの里ケーブルテレビ
  - 入間ケーブルテレビ
  - 首都圏ケーブルメディア（ビッグヒルズ飯能美杉台を除く）
- 茨城県
  - ケーブルテレビ（結城・筑西ケーブルテレビ）
  - 古河ケーブルテレビ
  - 研究学園都市コミュニティケーブルサービス
  - JWAY
- 栃木県
  - ケーブルテレビ栃木（栃木・下野センター）
  - わたらせテレビ（足利局）
  - 佐野ケーブルテレビ
  - 首都圏ケーブルメディア（グリーンタウン小山南エリアのみ）
- 千葉県
  - 首都圏ケーブルメディア（野田みずきの街エリアのみ）

## スタジオ
ともに本社屋内に設ける。
第1スタジオ（HD対応、61坪）
- 使用番組：『ニュースeye8』『カラオケチャンネル』、特別番組など
- 広さは200平方メートル、高さは8メートルのメインスタジオ。カメラは2台、天井には約180基の照明器具が付いている[12]。

第2スタジオ（HD対応、12坪）
- 使用番組：クロマキー側は『ニュースジャスト815』『サタデー・サンデーニュースジャスト』『GTVニュース』（年末年始のみ）『秋季関東地区高等学校野球大会ダイジェスト〜ROAD TO センバツ〜』（幹事局の場合）、窓側は『ひるポチッ!』、向かい側は『ニュースジャスト6』や報道特別番組など
- 1995年、「喫茶室」跡地を改装してサブと共に設置[13]。窓側は国道17号に面しており、カーテンを開けると道路を背景としたコーナーができる。カメラはハンディカメラ2台だが、1台はカメラ担当者によって操作し、もう1台はリモコン操作が出来る仕様となっている。情報番組などは、第1サブ（副調整室）およびマスターサブからのマニュアル送出を行っている[14]。
- 省力化のために『DASH!ザスパ』や情報番組に内包していたニュース、天気予報などは向かい側のサブ内にある簡易的なセットから伝えていた[15][13]。その後、サブをスタジオに改装し、『ニュースジャスト6』用に使われている。

## 番組

### 現在放送中

#### 自社制作報道・情報番組
2025年7月現在
教養・ドキュメンタリー番組
- お天気マップ（月 - 金　5:50 - 6:00、8:00 - 8:15、10:45 - 11:00）
- まるごとぐんまお天気情報（月 - 金　7:00 - 7:15、土・日　5:45 - 6:00）
- ぐんテレNEWS（月 - 金　14:00 - 14:05、土・日　18:00 - 18:20）
- ニュースeye8（月 - 金 20:00 - 20:15）
- ニュース×情報 がるがる（月 - 金 18:00 - 18:45）
- JAみどりの風（月曜日　21:00 - 21:30、再放送：日　8:00 - 8:30）
- 高崎もぎたて情報（日 17:55 - 18:00、再放送：土 9:55 - 10:00）
- 技に迫る 匠の時代の先駆者たち（最終水曜　22:00 - 22:30、再放送：第1水曜 22:00 - 22:30、土 10:30 - 10:45、月 12:30 - 12:45）

バラエティ番組
- アニメの星⭐︎（火 19:00 - 19:30、再放送：水　23:00 - 23:30）
- トップたちの素顔（毎月最終火曜 21:00 - 21:15、再放送：翌土曜 10:30 - 10:45、翌月曜 12:30 - 12:45）
- ぐんま!トリビア図鑑（2017年6月6日 - 、火 21:00 - 21:15（毎月最終火曜日を除く）、再放送：）
- ビジネスジャーナル（金 22:00 - 22:30、再放送：日 9:00 - 9:30、火 12:30 - 13:30）
- スバリズム（土 12:00 - 12:55、再放送：土 22:00 - 22:55） 
  - 地元の富士重工業（スバル）の自動車ディーラー「富士スバル」提供の自動車情報番組
  - 火 21:00 - 21:15（毎月 最終火曜日を除く）、再放送：土 10:30 - 10:45、月 12:30 - 12:45）
- ダイアンのガチで!ごめんやす（金 19:30 - 20:00、再放送：水 23:00 - 23:30）
- saunominen サウナと私（木 21:55 - 22:00、再放送：金 23:55 - 24:00） [注釈 4]
- ポチっとくん体操 （月 - 金 7:50 - 7:55、18:54 -  19:00、土日 18:24 - 18:30）
- ポッピン ポチっとくん （月 - 金 7:50 - 7:55、18:54 -  19:00、土日 18:24 - 18:30）

音楽番組
- 歌謡アップデート（月 10:00 - 10:15、再放送：火 10:00 - 10:15）[注釈 5]
- 演歌大好き（木　9:00 - 9:30、再放送：金 16:00 - 16:30）

スポーツ
- ペガサス+eスポで群馬を元気に!（日　22:30 - 22:45）

スペシャル・不定期番組
- ニューイヤー駅伝（TBS系列各局とともに番組制作に協力）
- 技に迫る（毎月最終水曜日 22:00 - 22:30、再放送：毎月第1水曜日 22:00 - 22:30）
- Jリーグ ザスパ群馬ホームゲーム中継
- 群響アワー
- 各種公営競技中継（前橋競輪、桐生競艇、伊勢崎オート。2010年の競輪・寛仁親王牌決勝戦と2011年の高松宮記念杯は4日間ともBSジャパンでも放送された）
  - 各種公営競技展望番組（「あすの前橋けいりん」など）
- 夏の高校野球群馬大会・中継
- 夏の高校野球ハイライト
- 公立入試解答速報（群馬県公立高校後期試験の試験日に放送）

#### ネット番組
基本的に、放送番組センターなどの番組やキー局発の過去の番組を放送する例が多い。通販番組は特に深夜に多いことがあり、午前・全日帯・プライムタイムは独立放送局の中では比較的少ない。平日23時台はおもに地方局制作のバラエティ番組が放送されている。その一方で中央競馬などのギャンブル、スポーツ中継を除き、これまでマイクロ回線受け同時ネットは非常に少なかったが、2009年4月改編で、初めてレギュラー番組に於ける同時ネット番組『5時に夢中!』の放送が開始された。
かつて群馬テレビのウェブサイトにBBSで、キー局が放送しない番組のネット、特にバラエティ番組や独立放送局で放送しているアニメ番組のネット放送を要望が散見された。2004年4月より人気が高かった『水曜どうでしょうリターンズ』や同年10月より『アニメ魂』のネットを開始した（2008年9月まで）。その他のUHFアニメの放映は、もっぱら放送局の拡大があった時のみであったが、2011年4月からは東京メトロポリタンテレビジョン・とちぎテレビとの同時放送でアニプレックス製作やA-1 Pictures制作の作品（新作に加え再放送を含む）を放送する枠（E!TV枠にあたる）が作られた。近年は製作委員会の意向によって、同時放送の時間枠外にて遅れネット放送される作品が増えている。他は旧作のアニメの再放送が多いが、2000年代以降の準新作の再放送も行われている。
この他、東海テレビ制作昼の帯ドラマ枠（フジテレビ系列で平日 13:25 - 13:55に放送）で約1年半前に本放送された、放映権切れの作品を平日の13:00 - 13:30に放送している。
ACジャパンの公共広告のCMが放映される事もある。
太字はマイクロ受け同時ネット番組。
日本テレビ系列
- グッと!地球便（読売テレビ）（月 19:30 - 20:00）
- 太田上田（中京テレビ）（火 23:30 - 23:55）
- あぶない刑事（水 21:00 - 21:55）
- 1×8いこうよ!（札幌テレビ）（木 22:00 - 22:30）
- 新五捕物帳（金 14:05 - 15:00）
- 全国高等学校サッカー選手権大会 （民放43社共同制作）

テレビ朝日系列
- 必殺仕事人V・風雲竜虎編（火 14:05 - 15:00）
- 名奉行 遠山の金さん（木 14:05 - 15:00）
- おぎやはぎのハピキャン（メ〜テレ）（木 22:30 - 23:00）

TBS系列
- 全日本実業団対抗駅伝大会（ニューイヤー駅伝）（TBS）（毎年元日放送、同時・スポンサードネット）[注釈 11]
- 大岡越前（月 14:05 - 15:00）
- 翔んでる!平賀源内（水 14:05 - 15:00）
- ドラマシャワー→ドラマフィル（毎日放送）（水 0:30 - 1:00）
- ドラマ特区[注釈 12]（毎日放送）（木 23:30 - 24:00）

フジテレビ系列
- ゴリパラ見聞録（テレビ西日本）（日 24:00 - 24:30）
- お笑いワイドショー マルコポロリ!（関西テレビ）（木 21:00 - 21:55）
- テレビ寺子屋（テレビ静岡）（土 7:00 - 7:30）
- ダイアン津田のバーディーチャンすー（東海テレビ）（火 21:15 - 21:30）
- 東海テレビ制作昼の帯ドラマ（東海テレビ）（月 - 金 13:00 - 13:30）

独立局
- 5時に夢中!（東京メトロポリタンテレビジョン）（月 - 金 17:00 - 18:00・同時ネット）
- 川井聖子と高島レイナの歌の彩は（テレビ埼玉）（月　8:15 - 8:30、再放送：金 10:00 - 10:15）
- 大木あつしと戸子台ふみやのここ一番の歌謡曲（テレビ埼玉）（火 8:15 - 8:30、再放送：水 8:15 - 8:30）
- 牧野裕のEnjoy Golf（千葉テレビ放送）（火 23:00 - 23:28）
- 小桜舞子と三里ゆうじの歌日和（テレビ埼玉）（火 9:00 - 9:30、再放送：水曜日　16:00 ~ 16:30）
- 北川大介と鈴木和華の歌ナビ歌謡曲（テレビ埼玉）（木 8:15 - 8:30、再放送：金 8:15 - 8:30）
- 原田伸郎のめざせパーゴルフ3（サンテレビ）（金 23:00 - 23:28）
- ロンブー亮の釣りならまかせろ!（テレビ埼玉）（金 22:30 - 22:58）
- 魅せます!とちプラ（とちぎテレビ）（日 18:35 - 18:50）
- 新・ええじゃないか。（三重テレビ）（土 9:00 - 9:55）
- カミナリのチャリ旅!（とちぎテレビ）（土 11:30 - 12:00）
- あんぎゃでござる!!（KBS京都）（日 10:30 - 11:00）
- タカラヅカ・カフェブレーク（東京メトロポリタンテレビジョン）（日 13:30 - 14:00）
- 関内デビル（テレビ神奈川）（日 21:00 - 21:30）
- 岡崎五朗のクルマでいこう!（テレビ神奈川）（日 21:30 - 22:00）
- いろはに千鳥（テレビ埼玉、2019年4月4日 - 、）（木 22:00 - 22:30）
- 白黒アンジャッシュ（千葉テレビ放送）（月 23:00 - 23:30） - 2014年3月まで5いっしょ3ちゃんねる各局
- CarXs with NAPAC（とちぎテレビ）（日 22:00 - 22:30）
- 小峠英二のなんて美だ!（東京メトロポリタンテレビジョン）（日 22:45 - 23:00[注釈 13]）
- 真・ゴルフの王様!（とちぎテレビ）（日 23:00 - 23:30）

その他
- 日本のチカラ（民間放送教育協会）（土 13:30 - 14:00、再放送：日 22:00 - 22:30）
- うたなびMAX!!（水 9:00 - 9:30）
- 清水節子と蒔田由美子の歌日記（BS12）（金 9:00 - 9:30、

再放送：月 16:00 - 16:30）
- Music_B.B._Japan（金 24:30 - 25:00）
- CM INDEX（月 22:30 - 23:00、再放送：土 16:00 - 16:30）
- 内村さまぁ～ずSECOND（土 23:00 - 23:28）
- ジャパネットたかたテレビショッピング（不定期）

アニメ枠
- 火曜日 - 僕のヒーローアカデミア（日本テレビ）（2023年 - 、19:30 - 20:00）
- 水曜日
  - めぞん一刻 （フジテレビ）（2024年〜、19:30 - 20:00）
  - 帝乃三姉妹は案外、チョロい。（アニプレックス放送枠）（24:30 - 25:00）
- 木曜日
  - こちら葛飾区亀有公園前派出所 (フジテレビ)（2023年、19:00 - 19:30）
- 金曜日 
  - 機動戦士ガンダムSEED (MBS)（19:00 - 19:30）
  - サイレント・ウィッチ（24:00 - 24:30）
- 土曜日
  - 青春ブタ野郎はゆめみる少女の夢を見ない（23:30 - 24:00）
  - その着せ替え人形は恋をする（24:00 - 24:30）
  - 薫る花は凛と咲く（24:30 - 25:00）

### 過去に放送された番組

#### 自社制作
報道・情報
- ジャストシリーズ
  - モーニングジャスト（月 - 金 6:55 - 8:00）
  - ニュースジャスト815
  - ニュースジャスト200
  - お昼のニュースジャスト（月 - 金 12:45 - 12:55）
  - ニュースジャスト930（月 - 金 21:30 - 21:55）
  - ニュースジャスト6
  - サタデーニュースジャスト
  - サンデーニュースジャスト
- お昼のインフォメーション ふれ愛ワイド（1986年3月31日 - 2003年1月31日）
- あさいち・朝生・情報通（1995年10月2日 - 2009年4月3日、月 - 金 6:55 - 8:30）
- ひる生情報II（2003年2月3日 - 2009年4月3日、月 - 金 12:15 - 13:00）
- 来来飯店（金 17:00 - 17:30、再放送：金 22:00 - 22:30および土 9:30 - 10:00）
- ひるポチッ!

スポーツ
- 夏の高校野球全国大会中継（2000年から2008年まで、群馬県代表校の試合を故郷応援実況と題して甲子園球場から生中継。大阪・朝日放送の技術協力で、実況は群馬テレビのアナウンサーが担当する）
- 秋季高校野球群馬大会中継（1993年、2006年から2010年、2013年以降の秋季関東大会の群馬県代表2チームが決まる準決勝2試合を中継。2011年はNHK前橋放送局がFMにて準決勝と決勝戦を放送）
- DASH!ザスパ（木 22:00 - 22:30 再放送：土 7:30 - 8:00）
- はばたけ!ペガサス（BCリーグ・群馬ダイヤモンドペガサスの応援番組。木 22:30 - 23:00 再放送：土 9:30 - 10:00）
- GTVプロ野球スタジアム
- レースガイド
- 続・ゴルフ上達Q&A（日 12:00 - 12:30、再放送：土 21:00 - 21:30） - 制作：群馬テレビエンタープライズ
- 熱血!スポーツMIX SPO-X（火 20:00 - 20:55）

バラエティー
- ミッドナイトかわら版
- Girls' Talk Trip ジョナサンと女子力UPの旅（2016年6月29日 - 2018年3月29日、日 23:00 - 23:30、再放送：火 23:30 - 24:00）
- オレ一応モデルなんですけど（2018年4月 - 2019年3月28日、木 22:00 - 22:30、再放送：土 23:30 - 24:00）
- ラッキークイズJOSHU（いせやグループ一社提供）
- 鶴太郎のぐんま一番
- ぐんま一番（2009年4月3日 - 2021年3月19日、金 19:30 - 20:00、再放送：日 9:30 - 10:00）
- しまだしゃちょー浩平のまんぐ〜どうでしょう?
- アンカンミンカンのカラギリ（日 18:45 - 19:00）
- オオカミ少年のなんでも6
- ジャンポケロード
- JOYのASOBU-TV JOYnt!
- カラオケチャンネル

教養・ドキュメンタリー番組
- 農協アワー（1971年4月25日 - 1991年3月25日）
- ぐんま雷からっ風（1982年4月2日 - 1987年3月27日） - 司会は小倉智昭
- ぼくらの放送局（1984年2月3日 - 2001年3月、群馬県内の小中学校を毎週1校紹介する番組、主なコーナーは学校紹介（学校の概要と各学年の最近行った主な行事紹介など）や校長先生のインタビュー（その学校の教育目標やその学校にまつわることなど）番組の進行はその学校の生徒会（児童会）の委員が担当）
- クイズ○×△やっぱりぐんま
- はばたけ! ぐんまの子どもたち - （金 19:30 - 20:00、再放送：日 9:30 - 10:00）
- 〜地域が支える小中学校〜みんなの時間（火 19:00 - 19:30、再放送：日 12:30 - 13:00） - 『ぼくらの放送局』のリメイク版
- 風人の画布[16]（金曜 22:00 - ）
- ふるさと群馬
- ぐんま21（月 19:30 - 20:00）
- 技に迫る アンコール（木 12:00 - 12:30） - 不定期番組の欄の技に迫るのアンコール版

音楽
- 音感サラダ俱楽部（1987年5月19日 - 1992年3月）
  - SEASON I：1987年5月19日 - 1987年10月9日、火 - 金 15:00 - 17:00
  - SEASON II：1987年10月13日 - 1988年4月1日、火 - 金 15:30 - 16:50
  - SEASON III：1988年4月5日 - 1989年4月4日、火 - 金 16:00 - 17:30
  - SEASON IV：1989年4月5日 - 1990年3月30日、火 - 金 16:00 - 17:00
  - SEASON V：1990年4月 - 1992年3月、金 16:00 - 17:00
  - 群馬県内の大学生に番組の企画、制作（技術）、出演まで生放送の全てを任せた人気番組。原則としてスタジオは使用せず、副調整室に併設されているアナウンスブース（アナブ）を使用したり、天気の良い日は屋上から放送を行った事もあった。
  - 夕方レギュラー枠の他に土曜ナイター中継のBプログラムとして『音感サラダ俱楽部ナイタースペシャル』をゴールデンタイムで生放送していた。
- テレジオ7（1980年4月4日 - 1989年8月30日・千葉テレビからの同時ネット受け）
- Music Forest
- J-POP（日 21:00 - 21:55）

その他
- 〜明日も絶対〜パチるん?
- レッツ・ゴー・カーバザール（土 12:00 - 12:59）（[再]日 22:00 - 22:59） - 『レッツゴーカースポット』の前身
- レッツゴーカースポット
- 情報市場（月 - 金 10:00 - 10:30）
- 情熱ジン
- きずな
- 農協・群馬県農畜産情報（月 - 金 18:15 - 18:25）
- 拓産パワースタジオ（新潟総合テレビ、群馬テレビ共同制作）
- 『群馬テレビMC対抗ガチンコオリジナルすき焼き対決!』（2017年12月23日放送）
- 群馬銀行特番『世界に誇れる「GUNMA」』（2019年2月10日放送） - ナビゲーター：横塚沙弥加
- 特別番組ぐんまの平成（2019年4月27日放送、20:00 - 21:00）
- ワールドフールニュース - 自社初のアニメ制作作品
- 戦隊ヒーロー スキヤキフォース

#### ネット番組
（◆は番組自体は現在も放送中）
日本テレビ系列
- ビッグエッグナイター→ダッシュ60ジャイアンツナイター（日本テレビ、巨人戦T&R中継）
- ムイミダス（読売テレビ）
- 19borders（BS日テレ）
- GA 芸術科アートデザインクラス（読売テレビ）（UHFアニメ扱い）
- 狩野英孝★熱血アイドルアカデミー アキパラ嬢（静岡第一テレビ）
- たのしい園芸（日本テレビと重複放送）
- チビナックス（札幌テレビ）（札幌テレビの本放送から半年遅れの放送のためUHFアニメには含まれない）

テレビ朝日系列
（朝日放送テレビ）
- 楽天的ライブ!寝る前に跳べ
- 探偵!ナイトスクープ◆（関東での最初の放送は群馬テレビだった）
- なんじゃそら三人組
- なんやモー目茶苦茶屋
- なにわ人情コメディ 横丁へよ〜こちょ!
- 必殺シリーズ（放送するのは、中村主水（藤田まこと）が出演したシリーズのみ）

（名古屋テレビ）
- Let's ドン・キホーテ
- サラリーマン・アワー 平成のオキテ

（北海道テレビ）
- NO MATTER BOARD
- 水曜どうでしょうclassic（北海道テレビ）（日 23:00 - 23:30）
- 水曜どうでしょう2020 最新作（月 19:00 - 19:30）

（北陸朝日放送）
- おしえて!四千頭身（～2024年9月、土 18:35 - 18:50）

TBS系列
- ガダルカナル・タカのでるネット編集部（BS-TBS（放送当時はBS-i））

テレビ東京系列
（テレビ大阪）
- 石橋勝のボランティア21
- Qっと!サイエンス

フジテレビ系列
（関西テレビ）
- 花の新婚!カンピューター作戦
- 今夜はねむれナイト
- どっきりQ
- 三枝の激闘スタジアム
- 紳助の人間マンダラ
- 爆笑BOOING
- ホントに本当なの!?
- トミーズのはらぺこ亭※当時は60分番組
- 名探偵 山田花子
- 太っ腹!紳助ファンど
- 関西ジャニーズJr.出演番組
  - Kanjani Knight
  - なんじゃに!?関ジャニ
  - J3 KANSAI
- GO!GO!ガリバーくん
- たかじん胸いっぱい◆
- 快傑えみちゃんねる◆
- カキューン!!

（東海テレビ）
- 鶴瓶の音楽に乾杯!
- スペンサーの喫茶店
- 川津祐介のおもしろサイエンス
- 爆笑!駐在君が行く!

（沖縄テレビ）
- BOOM BOOM（群馬テレビでの番組名は「沖縄発!BOOM BOOM」）
- ハルサーエイカー
- ハルサーエイカー2

独立局
（番組名末尾の★は5いっしょ3ちゃんねる同時放送枠）
（とちぎテレビ）
- とちぎブランド情報番組 栃木のきらめき
- ろっくとぅざふゅーちゃー★
- 雷イチゴ★
- ダイアモンド☆ユカイとユカイなラーメン研究所★
- チーム大地のゴルフON&ON! 〜橋本大地のフェード最強論〜（月 22:30 - 23:00）
- 満喫!とちぎ日和（土 10:45 - 11:00）
- とちぎ発!旅好き!（土 11:30 - 12:00）
- 銀シャリのシャリのおとも（木 22:30 - 23:00）
- 真雷様剣士ダイジ（土 18:30 - 19:00）

（テレビ埼玉）
- 関口さん1
- 玉ニュータウン★
- モテ福（テレビ埼玉）（金 23:00 - 23:30） - 2014年3月まで★
- HOT WAVE（月 23:30 - 24:00）
- ビッグスギのSTEP UPゴルフ（金 22:30 - 22:58）

（千葉テレビ放送）
- テレジオ7（同時ネット）
- モトちゃんの歌は魂だ!
- MUSIC LAUNCHER
- 唄声チャチャチャ（月 9:00 - 9:30）

（東京メトロポリタンテレビジョン）
- 今日のお献立
- 原口あきまさの今がぱちドキッ!

（テレビ神奈川）
- パペットマペットのサイエンスでしょ!?
- MutomaLive
- キンシオ（月 23:00 - 23:30 - 2014年3月まで★）

（サンテレビジョン）
- ズバリ!悩みおまかせ
- 手づくり花づくり

（京都放送（KBS京都)）
- パセリ
- 欧州ワイン紀行〜銘醸ワインの産地を訪ねて〜

（その他・複数局共同制作）
- 中央競馬ワイド中継（首都圏トライアングル持ち回り制作）
- 激闘!アイドル予備校
- JRA競馬中継◆（BS11）
- TOKYO KID -東京キッド-（tvkほか）
- 犬飼さんちの犬（東名阪ネット6共同制作・5いっしょ3ちゃんねる同時放送枠で、JOYnt!開始まで放送）
- 業界用語の基礎知識 壇蜜女学園★（5いっしょ3ちゃんねる共同制作）
- 今夜野宿になりまして（5いっしょ3ちゃんねる・東名阪ネット6共同制作）

（以下はUHFアニメ）
- プレイボール
- 月は東に日は西に 〜Operation Sanctuary〜
- Wind -a breath of heart-
- To Heart 〜Remember my Memories〜
- BLACK LAGOON
- ご愁傷さま二ノ宮くん
- ストライクウィッチーズ
- Mission-E
- スケアクロウマン
- アクセル・ワールド
- AKB0048
- 魔法少女リリカルなのはViVid
- 放課後のプレアデス
- 鬼滅の刃[注釈 14]
- かぐや様は告らせたい〜天才たちの恋愛頭脳戦〜シリーズ
- ソードアート・オンライン アリシゼーション
- 転生したらスライムだった件シリーズ[注釈 15]
- 銀魂（2016年6月14日 - 、金 19:00 - 19:30）
- HIGHSPEED Étoile（2024年4月 - 6月、水 19:00 - 19:30）
- 【推しの子】（2024年4月 - 2024年9月、水 25:00 - 25:30）
- ダンジョン飯（2024年 - 、木 24:30 - 25:00）
- Nier: Automata Ver1.1a（金 23:30 - 24:00）
- 逃げ上手の若君（土 23:30 - 24:00）
- ATRI -My Dear Moments-（土 24:00 - 24:30）
- 負けヒロインが多すぎる!（土 24:30 - 25:00）
- Free! （2023年、月 19:30 - 20:00）
- ぼくたちは勉強が出来ない（2019年 土）
- ゆらぎ荘の幽奈さん（2019年 土）
- 機動戦士ガンダム（金 19:00 - 19:30）
- 機動戦士Zガンダム（金 2021年4月 - 、19:00 - 19:30）

その他（制作会社およびスポンサー買取番組、もしくは全民放共同制作番組など）
- 二重マル健康テレビ
- THE 鈴木タイムラー◆
- モンすたージオ
- 鉄道トラベラーズ
- 世界鉄道紀行
- 全国秘境駅ファイル
- ゆく年くる年
- '80年未来をこの手に!
- 恋するビリボー&コスプレ大作戦!（MONDO21）
- C-POP 恋する電視台
- 全国一斉地デジ化テスト
- 日本!食紀行（民間放送教育協会）

## アナウンサー

### 男性
- 梨子田友和
- 北爪健太
- 加賀爪聡[17]

### 女性
- 三隅有里子
- 小此木佑香（2019年 - 2024年11月21日の出演を最後に理由は不明だが活動は行っていない）
- 小野梨紗子
- 小林優

### かつて在籍したアナウンサー
男性
- 大谷清美（現：報道制作局報道部特任部長）
- 植松充伸（現：編成局編成部長）
- 白根和雄（現：東京支社）
- 谷村正（現：群馬医療福祉大学 教授）
- 波多江良一（現：フリーアナウンサー）
- 堀本直克（現：テレビ愛媛アナウンサー）
- 村山直之
- 吉田雅英（現：北海道文化放送アナウンサー）
- 山森貴司
- 巣山悟
- 保岡寛（旧姓：築比地、現：編成部参与）
- 斎藤和之（現：東京支社営業部長）
- 吉田学（現：東京支社長）
- 小松正英（現：フリーアナウンサー）
- 関陽樹（現：びわ湖放送アナウンサー）
- 石原綾（現：日本海テレビアナウンサー）
- 山田浩史

女性
- 降旗ふさ江[18]
- 新井留美
- 安藤桂子（現：福島放送アナウンサー）
- 石川敦子
- 高橋恵子
- 春日美奈子（退社後、テレビ静岡→テレビ東京→フリー）
- 木暮昌子
- 田村法子
- 田代はるか
- 中里貴子
- 筑井美和
- 新井聖子
- 高橋しげみ（現：天台宗僧侶）
- 一色令子
- 栗原優子（現姓名：前田優子、エフエム太郎パーソナリティ）
- 林きみ代
- 小林留美子
- 織田恵子
- 蛭間真由美
- 佐藤麗子
- 小林真理子（現：楽天市場のWebディレクター）
- 杉本恵子
- 仲田奈々（現：ストックボイス『東京マーケットワイド』ストックキャスター）
- 吉田恵子
- 大澤真弓
- 武藤乃子（現：ホリプロ所属 フリーアナウンサー）
- 根岸麻衣子（現：フリーアナウンサー）
- 斉藤尚子
- 吉江まりも（現：フリーアナウンサー）
- 福田友理子（現：話し方教室 コトノワ 代表）
- 淵上詩乃
- 山部朱里
- 高橋理恵
- 佐藤まり絵
- 辻はるな
- 安蒜幸紀（現：フリーアナウンサー）
- 小嶋里奈
- 飯野詩帆（2018年 - 2020年2月26日）※記者勤務は2017年から。現：大手企業人事部 勤務
- 矢田優季（2017年 - 2020年3月27日）
- 能登瑶子（2017年 - 2021年3月31日）
- 三上彩奈（2019年 - 2022年）（現：フリーアナウンサー、プロボウラー）
- 中村柚貴子（2020年 - 2025年3月）（現：シグマ・セブンe所属）[注釈 16]

## 関連企業
- 群馬テレビエンタープライズ - 結婚退社した女性アナウンサーがこの会社と契約を結び、時々群馬テレビの単発番組に出演することがある。そのため事実上群テレ専属契約のアナウンサーとみなすことができる。

## マスコットキャラクター
キャラクターは、ポチッとくん。顔の部分がテレビのモニターになっている犬。名前の由来は「ポチッ・・・と群馬テレビをつけてほしい」と犬の名前でおなじみの「ポチ」を合わせたもの。TOKYO MX制作で当局にもネットされている『5時に夢中!』では、番組セットのディスプレイに、群馬県のマスコットキャラクター「ぐんまちゃん」とともにポチッとくんのぬいぐるみが飾られている。

## その他
- 『なにわ人情コメディ 横丁へよ〜こちょ!』の群馬テレビ用オリジナル番宣CMがあり、出演している石田靖が「群馬テレビをご覧の皆さん!」と挨拶する。番組は一時期『ニューカラオケ大賞』が開始されたため休止されていたが、2006年5月より毎週土曜20:00 - 20:55の枠にて再開された。
- 東京都北多摩地区をエリアとするJCOM西東京局が、開局から2001年まで再送信していた。かつては、いちかわケーブルネットワークがアナログ放送で豊島ケーブルネットワークが地上デジタル放送で再送信を行っていたほか入間ケーブルテレビでは地上デジタル放送のみ再送信されている。
- 県内の公立高校の入学試験合格者発表日に朝10時から夕方まで、全合格者名（手書き文字）を放送していた。その時の音声は各高校の校歌であった。
- 当局の地震情報のチャイム音は、日本テレビでの1代前のものが使われている（現在は群馬テレビの他には、日本テレビ系列局の青森放送（RAB）、テレビ新潟（TeNY）、テレビ信州（TSB）等でも使用されている）。
- 2021年4月から民放公式配信サービスのTVerに参加。同月から『ジャンポケロード』[19]、2023年4月から『ダイアンのガチで!ごめんやす』[20]の自社製作番組の配信を開始した[注釈 17]。

### 不祥事
2020年から2023年8月までの3年間、武井和夫社長の独断で計25回にわたって大規模な人事異動を行い、多くの社員に複数部署を兼務させると同時に外部制作会社やフリーランスとの取引も停止または削減させ、社内の未経験者に番組を制作させるなどした。その結果、字幕の誤りや違う映像を流すなどのトラブルが発生した。ニュース取材も、武井社長による「スポンサーではない自治体や企業に取材に行く必要はない。NHK前橋放送局に行ってもらえばいい」「有料の防災情報の契約を結ばない館林市、渋川市、富岡市には取材に行く必要はない」などの理由で取材を減らすよう求め、実際にニュース番組の放送時間が短縮した事例も発生した。更に経費削減に伴う長時間労働の改善などについて、群馬テレビと団体交渉していた同社の労働組合幹部を不当に配置転換させる事例も発生したとして、同組合は2023年10月18日に群馬県の労働委員会に救済を申し立てた。2023年10月23日、同組合が群馬県庁に説明で訪れ、「畑違いの部署の人事異動が頻繁に行われてテレビ局としてのノウハウは失われ、このままでは会社がなくなってしまうのではないかという危機感を持っている」と説明した。2024年、同組合の委員長が当時チーフディレクターを務めていたバラエティ番組（2022年に終了）にレギュラー出演していたタレントが、社長の嗜好による強権によって番組を終了させられたと自身のYoutube番組の中で語っている。
山本一太群馬県知事も、定例会見の際に群馬テレビの筆頭株主である県の対応などを問われ、山本知事は「事実であれば、テレビの公共性や報道機関の姿勢を考えると、非常に問題がある」との見解を示した。「取材に行く必要ない」と名指しされた館林市の多田善洋市長や富岡市の榎本義法市長も26日に「発言が事実なら残念」とコメント、渋川市も取材に対し同様の姿勢を示している。伊勢崎市長の臂泰雄は2023年11月1日の定例会見で「（事実だとすれば）問題のある発言」と述べた上で、群馬県が制作するアニメーション番組『ぐんまちゃん』において、群馬テレビがボートレースを扱っている放送回を差し替えたことについても「公共性を持つ報道機関だから取りやめたという（当時の）判断とは真逆」とも指摘している。
今回の問題に関連して、群馬銀行の深井彰彦頭取が2023年10月31日に行われた定例会見で「心配している。良い形で早期に解決していただくのがわれわれの希望だ」と述べた上で「群馬銀行として武井社長に対し、適切な形で早く社員が心を一つにして良い番組を作るために、この問題は善処してくださいと先週要請しました」ことを明かしている。「（群馬テレビは）公益性が高い企業。申し立てがあったことを重く受け止めている」とも述べている。これに関連して、武井社長は11月1日の夕方に群馬県庁を訪れて、「組合とは話し合いを進めている。きちんと説明していく」「取締役会や株主総会で今回の状況について、しっかりと説明していく」の2点を説明したという。
山本知事は2023年11月2日に行われた定例会見で、群馬テレビの筆頭株主として群馬県が武井和夫社長と労働組合から事情聴取したことを明かした上で「群馬テレビが今後、しっかり県域放送局としての役割を果たしてもらえるか、正直疑問に思っている。完全に異常事態だ」と述べ、強い懸念を示している。山本知事は「県民への県政情報を発信する媒体で災害時の緊急情報発信の役割もある。組合がほかの株主に説明するのも踏まえ、対応を考えたい」と述べ、群馬テレビで2020年から3年間で延べ122人の人事異動が実施されたという労働組合の説明には「地方テレビ局でこんなことは聞いたことがなく、よほどのことだ」と問題視している。
その後、2023年12月22日、同日開催の取締役会において武井社長に対し「（経費削減のため番組制作の外注をやめる）業務の内製化が性急で強引」であり「求められる社会的責任、使命、正常な形での放送業務を果たせない状況を改善し、県域放送局としてあるべき姿を回復させるべく熟慮を重ねた結果」として解任動議が出され、県や県議会などの取締役から反対意見はなく、賛成多数で可決、武井は解任された。後任は同日、専務取締役兼報道局長の中川伸一郎が就任した。これまで群馬テレビは群馬銀行出身者がトップに就任する事が慣例となっていたが、初めてプロパー社員のトップ就任となった。
2024年1月5日、山本知事は定例会見の質疑応答において、武井の社長解任に触れた上で群馬テレビの取締役会において、9割以上の取締役が武井の社長解任を支持したことを明らかにし、「この事実が、すべてを物語っている」と述べた。
なお、放送局での類似の事例が、ちょうど30年前にあたる1993年にアール・エフ・ラジオ日本でも起きており、長らく社長・会長としてワンマン体制を構築し、自らの思想・信条から番組編成への介入や労使関係などで強引な会社経営を行い混乱させた遠山景久が、幹部からの事実上のクーデターにあう形で取締役会で解任されている。